# Tannières
 Tannières  es una localidad y comuna de Francia, en la región de Picardía, departamento de Aisne, en el distrito de Soissons y cantón de Braine.
Su población en el censo de 1999 era de 24 habitantes.
Está integrada en la Communauté de communes du Val de l'Aisne.

## Demografía
| 48 | 49 | 44 | 37 | 26 | 24 |
| Para los censos de 1962 a 1999 la población legal corresponde a la población sin duplicidades (Fuente: INSEE [Consultar]) |    |    |    |    |    |